# Historia symboli używanych w teorii liczb
Symbole używane w teorii liczb
Richard Dedekind wprowadza oznaczenie ℜ w Stetigkeit und irrationale Zahlen (1872). Używał on też oznaczeń K dla liczb całkowitych i ℑ dla liczb złożonych.
W 1895 w Formulaire de mathématiques Giuseppe Peano wprowadza oznaczenia gotyckie N dla liczb całkowitych dodatnich, n dla całkowitych, {\displaystyle n_{0}} dla całkowitych liczb dodatnich z zerem, R dla dodatnich liczb wymiernych, r dla wszystkich wymiernych, Q dodatnich rzeczywistych, q dla wszystkich rzeczywistych oraz {\displaystyle Q_{0}} dla dodatnich rzeczywistych z zerem.
Inne oznaczenia pojawiają się u Helmuta Hasse w Höhere Algebra – Γ oznacza liczb całkowite a {\displaystyle \mathrm {P} } wymierne.
Usystematyzowanie sposobu oznaczania klas liczb zawdzięczamy grupie Bourbaki – w sygnowanej tym nazwiskiem książce Algébre w rozdziale I wprowadzone zostają używane do dziś oznaczenia liczb wymiernych i rzeczywistych (od niemieckich słówek Quotient i Zahlen)
Julio González Cabillón:
Nadszedł najwyższy czas by usystematyzować te oznaczenia raz na zawsze, i rzeczywiście zaproponowane przez nas oznaczenia spotkały się z ogólną aprobatą.
Symbol przystawania {\displaystyle a\equiv b} został zaproponowany przez Carla Friedrich Gaussa  w Disquisitiones arithmeticae (1801). Cytat z pierwszego tomu książki:
Numerorum congruentiam hoc signo, ≡, in posterum denotabimus, modulum ubi opus erit in clausulis adiungentes, -16 ≡ 9 (mod. 5), -7 ≡ 15 (mod. 11).
Symbol ten pojawia się wcześniej w prywatnej korespondencji Gaussa.